# Ньебла (тайфа)
Тайфа Ньебла (исп. Taifa de Niebla) — средневековое мусульманское государство (тайфа) на юге современной Испании, существовавшее в течение трёх временных интервалов: 1023-1053, 1145-1150 и 1234-1262 годах. 
Около 1053 года тайфа Ньебла была завоёвана более сильной тайфой Севильей. 
В 1091 году территория тайфы, вместе с тайфой Севильей, стала частью государства Альморавидов. В 1145 году Ньебле на пять лет удалось восстановить самостоятельность. 
В 1150 году тайфа Ньебла была завоёвана Альмохадами. В 1234 году снова стала самостоятельным государством. 
В 1262 году Ньебла была присоединена к Кастилии.

## Правители тайфы Ньебла
- Яхсубиды
  - Абул-Аббас Ахмад (1023/1024-1041/1042)
  - Мухаммад аль-Яхсуби Изз ад-Давла (1041/1042-1051/1052)
  - Абу Нарс Фатх (1051/1052-1053/1054)
- под контролем тайфы Севильи (1053/1054-1091)
- под контролем Альморавидов (1091—1145)
- Битруиды
  - Юсуф аль-Битруи (около 1146—1150?)
  - аль-Вахби (?-1150)
- под контролем Альмохадов (1150—1234)
- Махфузиды
  - Су Аиб (1234—1264)
- присоединена к Кастилии (с 1264)